# Irene Fuhrmann
Irene Fuhrmann (født 23. september 1980) er en østrigsk fodboldtræner. Hun har siden juli 2020 været landstræner for Østrigs kvindefodboldlandshold.
I juli 2020 blev hun uvnævnt som ny landstræner for det østrigske kvindelandshold, efter tre år som assisterende landstræner for Dominik Thalhammer.
Hun startede selv sin fodboldkarriere i USC Landhaus Wien, med hvem hun vandt det østrigske mesterskab med i 2000 og 2001 og pokalturneringen tre gange fra 2000 til 2002. Hun deltog også i UEFA Women's Cup med USC Landhaus (2001/02) og Innsbrucker AC (2002/03). Hun fik sin landsholdsdebut i efteråret 2002 mod Schweiz. Her nåede hun at spille 22 landskampe og score tre mål, indtil hun i 2008 stoppede hendes aktive fodboldkarriere.